# Краснопілля (селище)
Краснопі́лля (МФА: [krɐsn̪oˈpʲiʎːɐ] ( прослухати)) — селище в Україні, Сумський район Сумської області. Відстань до м. Суми залізницею — 40 км, шосейними дорогами — 42,4 км.

## Географічне розташування

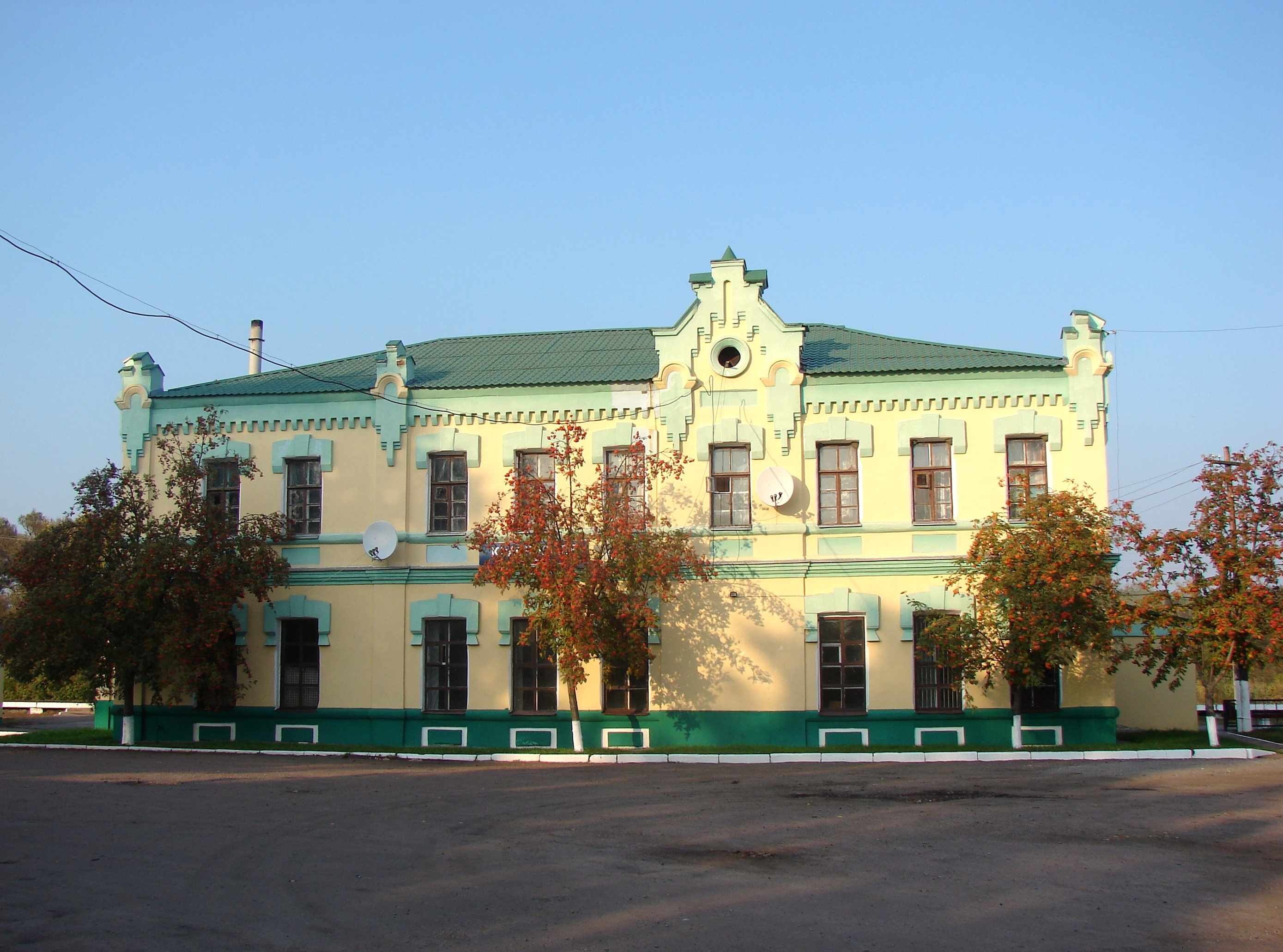
Залізничний вокзал станції Краснопілля

Через східну частину селища протікає річка Сироватка в місці впадання в неї річки Грязна, вище за течією примикає село Михайлівка, нижче за течією на відстані 3 км розташоване село Самотоївка. Територією селища протікає кілька струмків із загатами. Через селище проходять автомобільна дорога Т 1901 і залізниця, станція Краснопілля  Сумської дирекції Південної залізниці.

## Історія

### Заснування

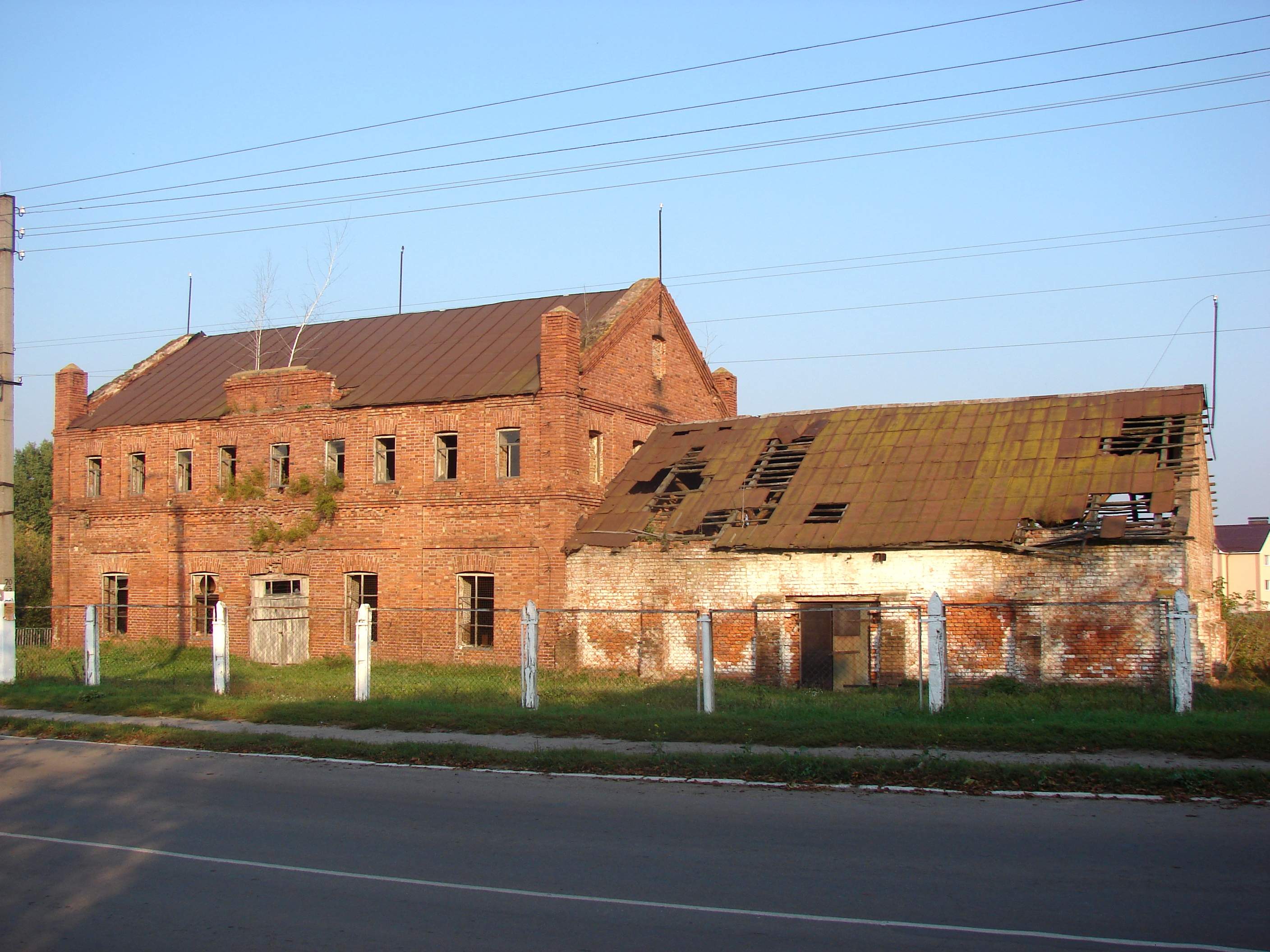
Паровий млин Гончара О.Ф.

Виникнення Краснопілля пов'язане з будівництвом Бєлгородської оборонної лінії, призначеної для оборони південних районів Московії від Кримського ханства і Ногайської Орди. 1640 спорудили невеличкий острог — укріплення Краснопілля. Будували його й несли сторожову службу московити.
Починаючи з 1651 р., поселення швидко зростало — сюди переселилося багато селян і козаків з Правобережної України. За несення полкової та городової служби їм надавалось право займати вільні землі і без податку володіти ними.
Українські люди встановили в Краснопіллі принципи козацького самоврядування. Наприкінці 50-х років XVII ст. К. — сотенне містечко Сумського полку Слобідської України. Воєвода усунутий від адміністративної влади, його компетенція поширювалася лише на власне московських людей.

Парк Слави

Розташоване поблизу відомого Сагайдачного шляху, який вів углиб Московії по нових дорогах, що з'єднали Суми з Бєлгородом і Харковом, Краснопілля з часом набувало більшого оборонно-рубіжного значення.
Вже 1673 тут жило 1136 чол., а сама фортеця була значним укріпленням. Довжина стін становила 3294 сажені, над стінами здіймалися 2 вежі з воротами та 12 глухих веж, на випадок облоги існував таємний хід до річки Тонкої.
У розпорядженні козаків було 3 пищалі з запасом ядер.
Через 9 років Краснопілля майже повністю перебудували. Неодноразово Краснопілля зазнавало ворожих нападів.

Будинок культури

1659 кримські татари забрали в полон багато людей з Краснопільської сотні. Успішні військові операції татарська армія провела й 1663, 1668. У складі Сумського полку краснопільські козаки брали участь у битві з Гетьманом Петром Дорошенком під Чигирином 1677 та 1678, у Кримських походах Гетьмана Іоанна Самойловича 1687 і 1689, воювали проти Гетьманської України 1708-09 на боці московського князя Петра Романова.
Оборонне значення Краснопілля падає в першій чверті XVIII ст. в зв'язку з московськими анексіями земель на південь від міста. Звідси вибуває московський воєвода, припиняється догляд за укріпленням. 1718 в ньому вже не було ні війська, ні артилерії. До 1765 року Краснопілля залишалося сотенним містечком Сумського полку. Містечко мало свою символіку — прапор і печатку з гербом (у щиті — хрест із сяйвом, поставлений на півмісяці).
Після реорганізації Слобідських полків Краснопілля стало слободою, пізніше — волосним центром, з 20-х років XX ст. — центром району.
Основним заняттям місцевих жителів стає хліборобство, в меншій мірі — скотарство, бортництво, винокуріння. Переселенці з Задніпрянщини принесли сюди знання різних галузей народної творчості. Тут виник один з центрів кахляного виробництва на Слобожанщині. Великими землевласниками на Краснопільщині були Андрій та Герасим Кондратьєви, Василь Янгольський, Е. К. Петерс, К. і Ф. Вейссе.
В кінці XVIII ст. в Краснопілля з прилеглими населеними пунктами жило понад 2400 державних селян і близько 800 кріпаків. Через 60 років кількість державних селян збільшилася до 3560 чол., а кріпаків — до 836 чол. В 1886 р. тут жило 5656 чол., а в 1913 р. — 7468 чол. Економічному розвитку Краснопілля сприяла Бєлгородська залізниця, будівництво якої розпочалось в 1898 р. Перший потяг через станцію Краснопілля пройшов 2 серпня 1901 р. Село славилося своїми ярмарками, товари на які привозили з Сум, Курська, Рильська, Обояні.

### Радянський період
Краснопілля постраждало внаслідок геноциду українського народу, проведеного окупаційним урядом СССР в 1932—1933 роках. Під час організованого радянською владою Голодомору 1932—1933 років померло щонайменше 90 жителів селища. У листопаді 2006 року встановлено пам'ятний знак жертвам Голодомору 1932—1933 років.
В часі нацистсько-радянської війни радянські війська відійшли з Краснопілля 15 жовтня 1941 року.
У квітні 2016 року освячено діючий вже не один рік храм на честь Покрови Пресвятої Богородиці.

### Російське вторгнення в Україну

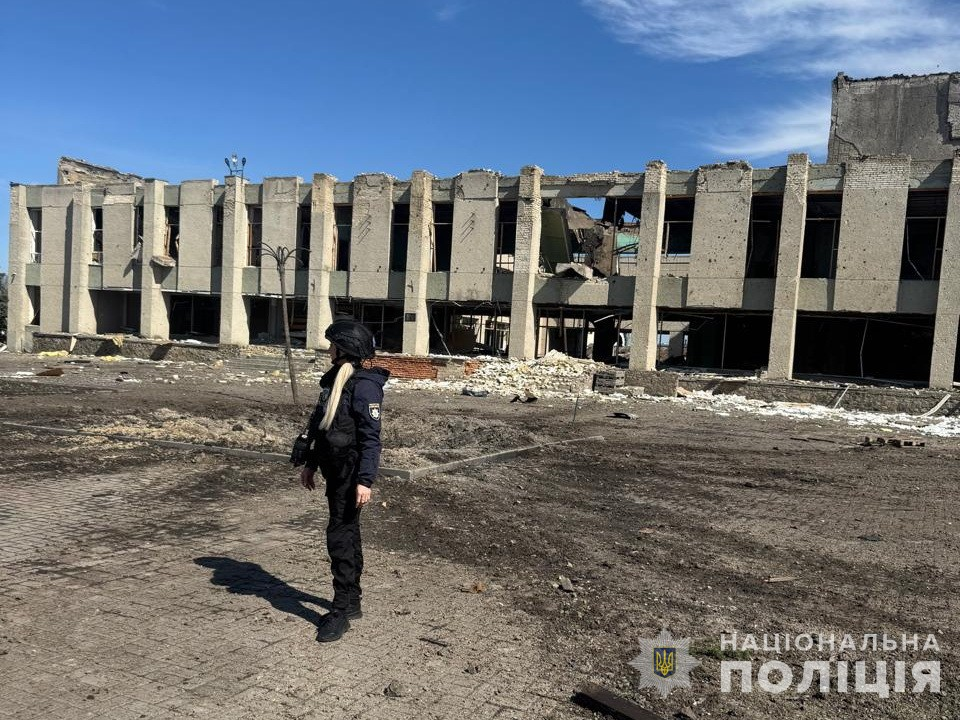
Будинок культури в Краснопіллі після російського бомбардування 1 квітня 2025 року

Під час Російського вторгнення в Україну 24 лютого 2022 року близько 7 години ранку було чутно вибухи на околицях селища. Увечері того ж дня російська військова техніка пройшла через Славгород на с. Тарасівку, Солдатське, де перетнули річку Ницаха. Значна кількість військової техніки поїхало повз Тростянець до Боромлі.
12 березня на Сумщині працювали «зелені коридори» для евакуації населення. Виїхати можна було до Полтави (через Ромни) із Сум, Тростянця, Конотопа, Лебедина, Великої Писарівки та Краснопілля. Можна було виїхати від селищної ради з 9:00, частково на автобусах та на особистому транспорті. Напрям руху колони: Краснопілля, Верхня Сироватка, Суми, Голубівка, Вільшана, Недригайлів, Коровинці, Ромни, Андріяшівка, Лохвиця, Лубни, Полтава. Із Краснопілля виїхало 10 авто (30 громадян).
За інформацією Краснопільської селищної ради у с. Грабовське станом на ранок 14 березня 2022 року вже понад тиждень повністю знеструмлене — зруйнована підстанція та немає можливості її відновлення. В селі Рясне було декілька спроб відновити електропостачання, але станом на 14 березня зробити це не вдалося. Також в селах Грабовське, Рясне, Мезенівка, Порозок, Славгород та деяких інших відсутній зв'язок та інтернет. Ситуація ускладнюється також через постійний рух колон ворожої техніки через ці населені пункти. В самому Краснопіллі через зруйновану 40-ву електропідстанцію постійні перебої зі світлом. Працювали аварійні бригади «Обленерго». Але попри зусилля аварійників потужностей електрики не вистачало.
17 березня в Сумській обласній прокуратурі розпочали про розпочате кримінальне провадження за фактом викрадення людей на Сумщині. За версією слідства, військовослужбовці Російської Федерації вивезли людей у насильницький спосіб під приводом евакуації. Родину з 5 людей, які проживали в одному з населених пунктів поблизу кордону, доставили до російського міграційного центру. Такі дії передбачають позбавлення волі на строк від трьох до п'яти років.
На Сумщині 18 березня з 9 години ранку працювали гуманітарні коридори. Можна було виїхати з Великої Писарівки, Тростянця, Краснопілля, Сум, Лебединської та Конотопської громад. З Краснопілля можна виїхати на особистому транспорті та автобусах з 9 години ранку від площі біля селищної ради. Колона через Верхню Сироватку рухалась до Сум, а далі через Голубівку, Вільшану, Недригайлів, Коровинці, Ромни, Андріяшівку і далі на Полтавщину через Лохвицю до Лубнів. Колону традиційно супроводжували представники Міжнародної організації Червоного Хреста. За даними обласної військової адміністрації, станом на 17:00 із Краснопілля виїхало: 35 авто — 140 громадян.
Російські військові влаштовують провокації. 19 березня вони заїхали на територію Краснопільської громади і пропонували людям нібито гуманітарну допомогу. Але місцеві мешканці відмовляються, з рук російських військових вони не беруть ніякої їжі. Вони штучно створюють гуманітарну допомогу. Була розстріляна сім'я, яка возила хліб по цих населених пунктах в громаді", — розповів голова Сумської обласної військової адміністрації Дмитро Живицький.
15 квітня 2024 року мешканець селища Краснопілля загинув унаслідок обстрілу населеного пункту російськими окупантами, повідомляють на сторінці Оперативного командування «Північ»."Краснопілля — один вибух, імовірно, ФПВ-дрон. Унаслідок обстрілу загинула одна цивільна особа", — йдеться у зведенні.
21 серпня 2024 року в селищі через артилерійський обстріл пошкоджений житловий будинок.
27 серпня 2024 року оперативне командування «Північ» інформує про обстріли села. Зафіксовано 13 вибухів, ймовірно ствольна артилерія 152 мм. В результаті обстрілу пошкоджено об'єкт критичної інфраструктури та приватний будинок.

## Населення

### Чисельність населення
| 1959 | 1979 | 1989 | 2001 | 2016 | 2022 | 2025   |
| ---- | ---- | ---- | ---- | ---- | ---- | ------ |
| 9936 | 9212 | 9469 | 8935 | 8259 | 7471 | 50-150 |

### Мова
Розподіл населення за рідною мовою за даними :
| Мова            | Кількість | Відсоток |
| --------------- | --------- | -------- |
| українська      | 8527      | 95.76%   |
| російська       | 337       | 3.78%    |
| білоруська      | 26        | 0.29%    |
| румунська       | 7         | 0.08%    |
| вірменська      | 3         | 0.03%    |
| інші/не вказали | 5         | 0.06%    |
| Усього          | 8905      | 100%     |

## Персоналії
- Бирченко Олег Вікторович — український військовик, учасник російсько-української війни[20].
- Биченко Павло Миколайович — український військовик, учасник російсько-української війни[21].
- Близнюк Володимир Васильович — український військовик, учасник російсько-української війни[22].
- Грідчин Максим Валерійович (1988—2022) — підполковник Національної гвардії України, учасник російсько-української війни[23].
- Леонід Жаботинський, абсолютний чемпіон світу-важковаговик;
- контр-адмірал Гліб Петрович Кондратьєв, нащадок засновника Сум Герасима Кондратьєва, а в перспективі попередніх століть — і самого Чингісхана[24];
- Валя і Віта Семеренки — українські біатлоністки, багаторазові призерки чемпіонатів Європи і світу, олімпійські чемпіонки;
- Олександр Тарасенко (1918—1994), член Союзу художників[25].
- Реус Ніна Петрівна (*1949) — радянська українська кіноакторка.